# Galina Ulanova

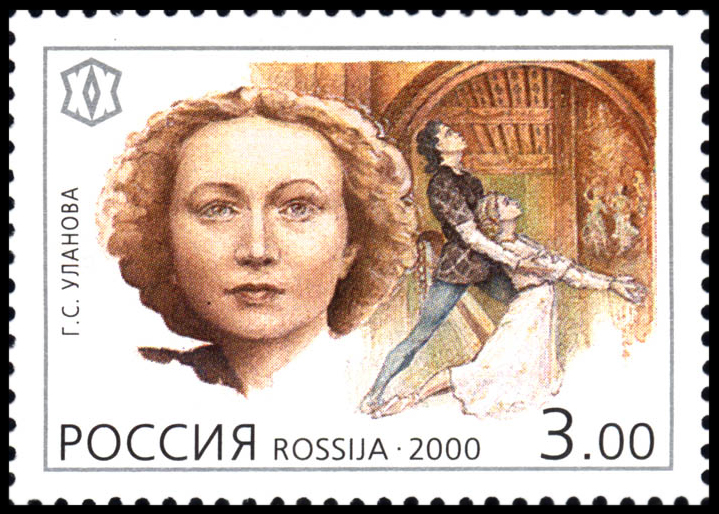
Galina Ulanova pe un timbru poștal rusesc

Galina Sergheevna Ulanova (în rusă Галина Сергеевна Уланова; n. 8 ianuarie 1910 S.V. 26 decembrie  1909, Sankt Petersburg — d. 21 martie 1998, Moscova) a fost o balerină rusă, considerată una din cele mai bune balerine din secolul al XX-lea.
Galina Ulanova este Artist al Poporului al URSS (1951) Erou al Muncii Socialiste (1974, 1980), laureată a Premiului Lenin (1957) și a patru Premii Stalin de gradul I (1941, 1946, 1947, 1950).

## Filmografie selectivă
- 1947 Balerina (Солистка балета / Solistka baleta), regia Aleksandr Ivanovski
- 1951 Marele concert (Bolșoi konțert), regia Vera Stroyeva
- 1954 Romeo și Julietta (Ромео и Джульетта), regia Leo Arnștam